# Holenderskie monety euro
Wszystkie awersy holenderskich monet euro wybitych od 1999 r. do 2013 r. przedstawiały wyidealizowany lewy profil monarchini Beatrycze, panującej w latach 1980-2013, oraz słowa BEATRIX KONINGIN DER NEDERLANDEN (Beatrix królowa Holandii). Dokładnie taki sam motyw znajdował się na guldenach przed wprowadzeniem waluty UE. Autorem projektu jest Bruno Ninaber von Eyben.
Ze względu na abdykację królowej, monety bite od 2014 r. przedstawiają wyidealizowany prawy profil obecnie panującego króla Wilhelma Aleksandra z napisem: Willem-Alexander Koning der Nederlanden (Wilhelm Aleksander, król Holandii).